# Човин, Александр
Александр Човин (серб.  Aleksandar Ćovin / Александар Ћовин; род. 23 ноября 1988, Суботица, САК Воеводина) — сербский футболист, полузащитник клуба «Врбас».

## Клубная карьера
Начинал карьеру в Сербии, играя за клуб «Хайдук» из Кулы.
В марте 2013 года перешёл в мозырьскую «Славию». Не смог прочно закрепиться в основном составе, хотя и стала выходил на поле. В августе того же года получил травму, из-за которой пропустил конец сезона.
По итогам сезона 2013 «Славия» потеряла место в Высшей лиге, а Човин перешёл в клуб сербской Суперлиги «Слободу» из Ужице.